# För kärlekens skull – Svenska artister hyllar Ted Gärdestad
För kärlekens skull – Svenska artister hyllar Ted Gärdestad är ett hyllningsalbum som innehåller tolkningar av Ted Gärdestads låtar under initiativ av Gärdestads dotter Sara Zacharias, hennes make David Lindgren Zacharias och musikproducenten Ollie Olson. Albumet innehållet tre tidigare outgivna låtar som Zacharias hittade på sin vind 2009.
Albumet spelades in på Atlantis Studio i Stockholm, där Gärdestad spelade in sina låtar. Hyllningsalbumet Den flygande holländaren från 1988, där Cornelis Vreeswijks låtar har tolkats, var inspirationen till att göra albumet.

## Låtlista
Alla låtar är skrivna och komponerade av Ted och Kenneth Gärdestad. 
| Nr           | Titel                    | Artist                | Längd   |
| ------------ | ------------------------ | --------------------- | ------- |
| 1.           | Sol, vind och vatten     | Laleh                 | 3:13    |
| 2.           | För kärlekens skull      | Tomas Andersson Wij   | 3:49    |
| 3.           | Öppna din himmel         | Darin                 | 2:53    |
| 4.           | Äntligen på väg          | Håkan Hellström       | 2:47    |
| 5.           | Sommarlängtan            | Bo Kaspers Orkester   | 5:16    |
| 6.           | Himlen är oskyldigt blå  | Sara Zacharias        | 4:45    |
| 7.           | Oh, vilken härlig da'    | Markus Krunegård      | 3:55    |
| 8.           | Gitarren och jag         | Lisa Miskovsky        | 4:44    |
| 9.           | Come Give Me Love        | Noonie Bao            | 3:49    |
| 10.          | Satellit                 | Ola Salo              | 3:43    |
| 11.          | I den stora sorgens famn | Lisa Nilsson          | 5:51    |
| 12.          | Jag vill ha en egen måne | Pontus & Amerikanerna | 3:44    |
| 13.          | Ge en sol                | Ane Brun              | 3:02    |
| 14.          | Eiffeltornet             | Niklas Strömstedt     | 4:08    |
| 15.          | Ett stilla regn          | Frida Öhrn            | 4:44    |
| 16.          | The Reason               | Janne Schaffer        | 4:29    |
| 17.          | Kolapapperskung          | Ted Gärdestad         | 1:54    |
| 18.          | I Know There's a Song    | Ted Gärdestad         | 3:48    |
| 19.          | Pricken                  | Ted Gärdestad         | 1:31    |
| Total längd: | Total längd:             | Total längd:          | 1:12:05 |